# Sandro Jurado García
Sandro Jurado García (* 27. Dezember 1992 in Rheda-Wiedenbrück) ist ein deutscher Futsal- und Fußballspieler spanischer Abstammung.

## Werdegang

### Futsal
Seine Futsalkarriere begann Jurado García bei den Futsal Freakz Gütersloh in der seinerzeit zweitklassigen Westfalenliga. Im Sommer 2015 wechselte Jurado Garcia zu Holzpfosten Schwerte in die erstklassige WFLV-Futsal-Liga. Mit den Schwertern wurde er Meister und qualifizierte sich für die Deutsche Futsal-Meisterschaft 2016, wo das Team bereits im Viertelfinale ausschied. Im Sommer 2017 wechselte er dann zum VfL 05 Hohenstein-Ernstthal, mit dem er 2018 deutscher Meister wurde. Diesen Verein verließ er Anfang Dezember 2018 aus persönlichen Gründen und kehrte nach Ostwestfalen zurück. Zur Rückrunde der Saison 2018/19 schloss er sich dem MCH Futsal Club Bielefeld-Sennestadt an. Im Sommer 2020 kehrte García nach Gütersloh zurück und spielt für die Futsal Cowboys. Zwei Jahre später stieg García mit den Futsal Cowboys in die zweitklassige Regionalliga West auf und übernahm mit dem ehemaligen Bundesligaspieler Cendrim Jashari als gemeinsame Spielertrainer das Team.
Sandro Jurado García wurde vom Bundestrainer Paul Schomann in die deutsche Futsalnationalmannschaft berufen. Sein Debüt gab er aber erst am 10. September 2017 im Spiel gegen die Türkei. Insgesamt kommt García auf zehn Einsätze.

### Fußball
Der Mittelfeldspieler Jurado García begann seine Karriere beim FSC Rheda und wechselte später in die Jugend des SC Wiedenbrück. In der A-Jugend war er der erfolgreichste Torschütze seiner Mannschaft und kam zu einigen Kurzeinsätzen in der viertklassigen Regionalliga West. Nach zwölf Einsätzen in der Regionalliga erhielt Jurado García im Sommer 2013 keinen neuen Vertrag und wechselte zum Oberligisten TuS Dornberg aus Bielefeld. Nach dem Abstieg mit den Dornbergern folgte 2014 der Wechsel zum SV Spexard aus Gütersloh in die Westfalenliga. Ein Jahr später ging Jurado García zum Landesligisten TSG Harsewinkel, wo er während der Winterpause seinen Vertrag auflöste, um sich auf seine Futsalkarriere zu konzentrieren. Im Sommer 2016 schloss er sich dennoch dem Kreisligisten Aramäer Gütersloh an. Ab Januar 2019 spielt er für den Bezirksligisten FSC Rheda.

### Privates
Sandro Jurado García arbeitet hauptberuflich als Tischler. Während seiner Zeit in Hohenstein-Ernstthal lieferte er Essen an Schulen und Kindergärten aus.